# Abraham Goyet-Dubignon
Abraham Goyet-Dubignon est un homme politique français né en 1747 à Vautorte (Mayenne) et mort dans la même commune le  2 mai 1820.

## Biographie

### Origine et famille
La famille Goyet est originaire de Vautorte mais dispersée à Paris, au Mans, à Saint-Denis-de-Gast. et surtout à Mayenne, alliée aux familles Fourreau, Durand, Clouet, Guimond et autres, titrée d'un grand nombre de terres. Il est l'époux de Marie-Flavie Legay de la Prunelière.

### Carrière politique
Lieutenant à l'élection de Mayenne, il commissaire du gouvernement près le canton de Saint-Denis-de-Gastines.
Il est élu député de la Mayenne aux Élections législatives de 1798 en remplacement de René-François Jarry-Desloges. Il siège au conseil des Anciens. ne prit que rarement la parole. Le 17 fructidor, il demanda que l'on augmentât la contribution mobilière de 10 millions; le 16 brumaire an VII, il se plaignit des journalistes qui n'avaient pu donner un compte-rendu fidèle des séances; le 11 germinal, il fit approuver les propositions de diverses assemblées primaires.
Rallié au Coup d'État du 18 Brumaire, il fut choisi par le Sénat conservateur aux Élections législatives de 1800, comme député de la Mayenne au nouveau Corps législatif. Il siège au corps législatif jusqu'en 1803. Il est désigné comme un des Grands notables du Premier Empire du département de la Mayenne.
Abraham Goyet-Dubignon est le grand-père de Charles Goyet-Dubignon, député de la Mayenne sous la Deuxième République.